# Фуфрянский, Николай Александрович
Николай Александрович Фуфрянский (1912—1997) — советский учёный, специалист в области локомотивов и локомотивного хозяйства, заслуженный деятель науки и техники РСФСР.
Родился 25 мая 1912 года в поселке Панютино, Лозовский уезд Харьковской губернии. Потомственный железнодорожник, сын машиниста (Александр Ефимович Фуфрянский — в 1936—1937 годах начальник Омской железной дороги, в 1941 году расстрелян).
С 1931 году помощник машиниста паровозного депо Туапсе, затем инженер Хабаровского отделения Уссурийской железной дороги.
Окончил Ростовский институт инженеров железнодорожного транспорта (РИИЖТ).
После этого работал в Ростове-на-Дону в филиале Института реконструкции тяги, занимался проблемой газификации, актуальной из-за острого дефицита жидкого топлива.
26 апреля 1937 года арестован и больше двух лет находился под следствием. 29 сентября 1939 года прокуратурой железной дороги им. Ворошилова дело прекращено за отсутствием состава преступления. Освобождён 19 октября.
В начале 1941 года после защиты кандидатской диссертации переведён в Москву в ЦНИИ тяги и энергетики, позже вошедший в состав ВНИИЖТ: инженер-конструктор, зав. лабораторией, зав. отделением энергетики, начальник тепловозного отделения.
С 1965 по 1977 годы заместитель директора ВНИИЖТ.
В послевоенные годы руководил (совместно с А. А. Пойдой) работами по созданию газогенераторных тепловозов. По проекту ВНИИЖТа в Улан-Удэ на локомотиворемонтном заводе было построено 15 газогенераторных тепловозов ТЭ1Г. Дизели этих тепловозов были переоборудованы для работы по газодизельному циклу. Генераторный газ вырабатывался из антрацита в газогенераторе, размещенном в тендерной секции. Среднегодовое замещение дизельного топлива газом на этих тепловозах составляло 65 — 67 %, на отдельных машинах до 78 %.
В начале 1960-х годов в связи с открытием крупных месторождений нефти применение угольного газа на тепловозах потеряло актуальность.
Доктор технических наук (1955), профессор (1956).
Научно-педагогическая деятельность:
- 1939—1941 годы — ассистент кафедры двигателей внутреннего сгорания РИИЖТа.
- 1950—1970-е годы — профессор кафедры «Тепловозы и тепловозное хозяйство» ВЗИИТ.

Публикации:
- Развитие тепловозной тяги / Н. А. Фуфрянский, А. И. Володин, К. И. Домбровский, Н. А. Дроздов, Е. В. Платонов, Г. В. Попов; Под. ред. Н. А. Фуфрянского. — М.: Транспорт, 1969. — С. 303.
- Развитие локомотивной тяги / Н. А. Фуфрянский, А. С. Нестрахов, А. Н. Долганов, Н. Н. Каменев, Э. А. Пахомов; под ред. Н. А. Фуфрянского, А. Н. Бевзенко. — М.: Транспорт, 1982. — С. 303.
- Развитие локомотивной тяги. Транспорт. — 1988. —343 с. (в соавторстве)
- Развитие и совершенствование тепловозной тяги: производственно-практическое издание / Н. А. Фуфрянский [и др.]; ред. Н. А. Фуфрянский. — М.: Транспорт, 1969. — 303 с.

Заслуженный деятель науки и техники РСФСР.
Награждён орденами Трудового Красного Знамени и «Знак Почёта», многими медалями и знаком «Почетному железнодорожнику».